# Akris

Akris — швейцарская модная марка, специализирующаяся на товарах роскоши для женщин.

## Основание
Марка Akris была основана в 1922 году Элис Краймлер-Шох. Название бренда образовано из первых букв имени создательницы — Alice Kraymler-Schoch. На первых порах Элис выпускала фартуки простого кроя с принтом в горошек. Она самостоятельно отшивала каждую единицу товара на своей личной швейной машинке. В 1944 году бизнес унаследовал сын Краймлер-Шох Макс. Компания стремительно развивалась и со временем стала выпускать одежду прет-а-порте. Под руководством Макса Краймлера Akris также производили одежду для французских дизайнеров Живанши и Теда Лапидю. В 1980 году управление компанией перешло к Альберту Краймлеру, внуку основательницы.
В 2000 году Akris приняли во французскую Chambre Syndicalle, управляющую структуру модной индустрии Франции.
С 2002 года коллекции Akris представляют на парижской Неделе моды.

## Производство одежды
Штаб-квартира компании расположена в Санкт-Галлене, Швейцария, где более 200 работников трудятся над креативной, административной и маркетинговой сферами компании. Процесс дизайна начинается с материала; затем Краймлер готовит эскизы одежды. Материалы для Akris изготавливаются на заказ; иногда, создание ткани занимает долгие годы. Большая часть материалов, использованных в одежде Akris, изготовлены на специализированных фабриках в северной Италии.
Одежда Akris в основном производится в ателье в Санкт-Галлене, Цюрихе и Тичино (Швейцария).